# NGC 450
NGC 450 ist eine Balken-Spiralgalaxie vom Hubble-Typ SBc mit ausgedehnten Sternentstehungsgebieten im Sternbild Walfisch südlich der Ekliptik. Sie ist schätzungsweise 82 Millionen Lichtjahre von der Milchstraße entfernt und hat einen Durchmesser von etwa 60.000 Lichtjahren. Vom Sonnensystem aus entfernt sich das Objektie Galaxie von näherungsweise 1.800 Kilometern pro Sekunde.
Gemeinsam mit PGC 4545 bildet sie das optische Galaxienpaar KPG 27. Die Zentren der beiden Galaxien sind nur durch etwa 80″ voneinander getrennt. NGC 450 ist der Milchstraße mit einer Entfernung von etwa 82 Millionen Lichtjahre deutlich näher.
Sie liegt in der Nähe des Sterns HD 7476. Im selben Himmelsareal befinden sich unter anderem die Galaxien NGC 442, PGC 4490, PGC 173641, PGC 1133070.
Das Objekt wurde am 1. Oktober 1785 von Wilhelm Herschel entdeckt.

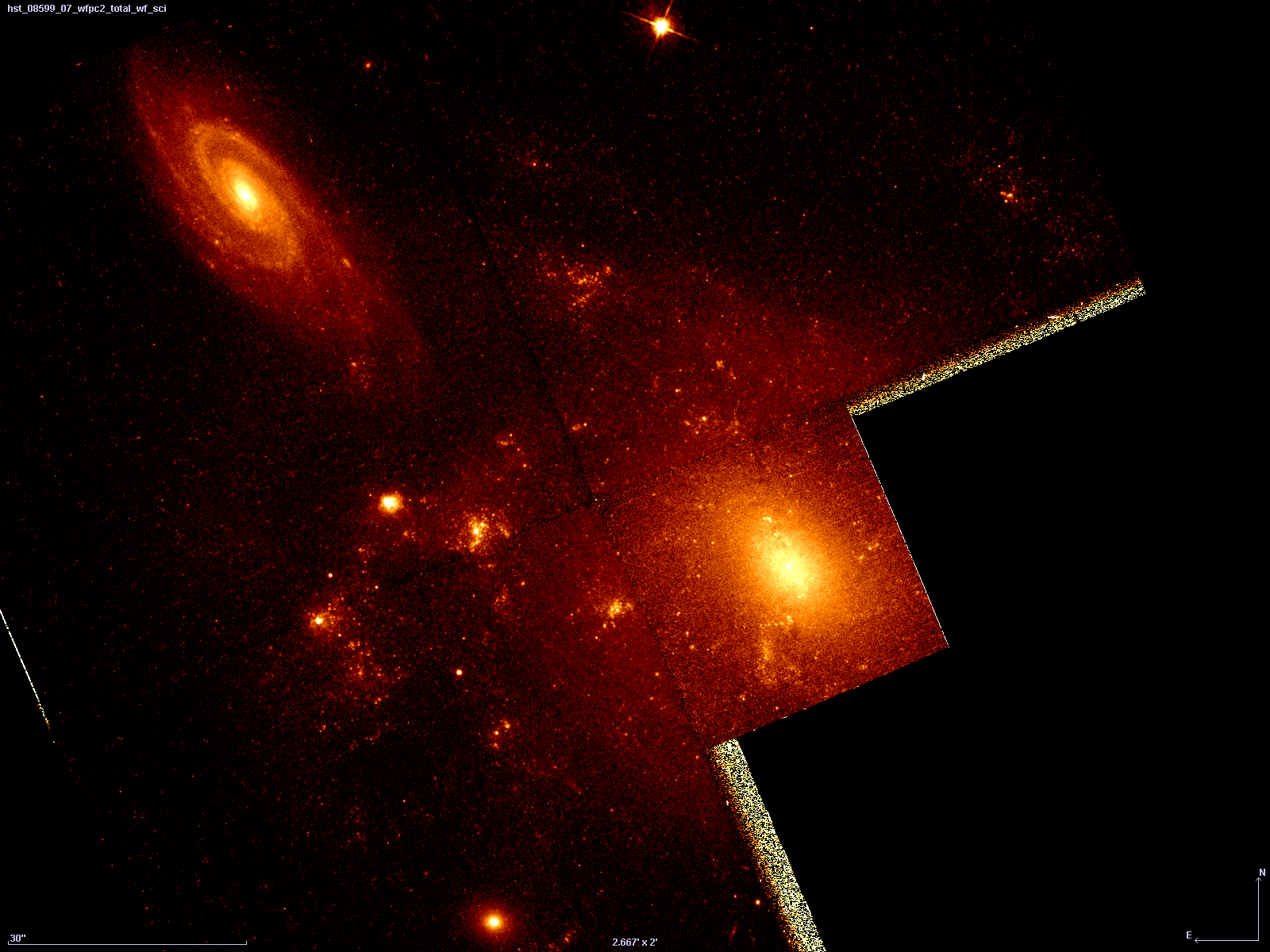
Aufnahme des Hubble-Weltraumteleskops: links oben UGC 807, in der Bildmitte: NGC 450

## Forschung
Der Auffassung, dass sich die Galaxien in weit unterschiedlichen Entfernungen befinden, widersprachen Moles et al. in einer 1994 veröffentlichten Untersuchung, in der die Autoren den Schluss ziehen, dass deutliche Anzeichen für eine gravitative Interaktion der beiden Objekte vorlägen.
Mitautor ist Halton Arp, der zeitlebens ein Kritiker des kosmologischen Standardmodells und der gängigen Interpretation von Rotverschiebungen war und dies durch den Nachweis der Interaktion von Objekten mit sich stark unterscheidenden Rotverschiebungen zu stützen suchte. Gegen dieses Resultat sprechen allerdings unter anderem die Analyse der Rotationskurven der Galaxien (Rubin und Ford, 1983) sowie ihre deutlich divergierenden Rotverschiebungen.